# Alemania en la Copa Mundial de Fútbol de 2010
La selección de Alemania fue uno de los 32 equipos participantes de la Copa Mundial de Fútbol de 2010, torneo que se llevó a cabo del 11 de junio al 11 de julio en Sudáfrica. 
Esta fue su decimoséptima participación en mundiales y decimoquinta consecutiva desde Suiza 1954. Durante el Mundial, la «Mannschaft» estuvo encuadrada en el grupo D, como cabeza de serie, junto a las selecciones de Australia, Serbia y Ghana.
El combinado teutón sufrió un duro golpe tras la lesión de Michael Ballack, uno de los mejores jugadores de la Selección de fútbol de Alemania. Pero la juventud del equipo hizo que olvidaran a su capitán, ya que en el debut derrotaron a Australia por cuatro goles a cero, pero en su siguiente partido contra Serbia sufririán un duro revés perdiendo. Jugándose la clasificación contra Ghana logró ganar con un gol de Mesut Özil.
En octavos de final se enfrentaría a Inglaterra, recordando la final mundialista de 1966. La historia fue diferente. Alemania ganaría 2 a 1 cuando el inglés Frank Lampard estrellaría el balón contra el travesaño, rebasando posteriormente la línea por completo, pero el árbitro Jorge Larrionda no dio por bueno el gol. A la postre derrotarían a los ingleses 4-1.
En cuartos los alemanes salieron sumamente ofensivos contra Argentina y a los tres minutos Thomas Müller anotaría. Argentina recibiría tres goles más en el segundo periodo, destacando 2 de Miroslav Klose, que se colocaba a un gol de Ronaldo como máximo goleador de la historia de los mundiales.
En las semifinales se verían las caras contra España. Alemania sería la favorita ya que su gran juego de defensa y contraataque fue muy efectivo en los dos partidos anteriores, derrotando 4-1 y 4-0 a las poderosas selecciones de Inglaterra y Argentina, respectivamente. Pero no le sirvió en las semifinales, ya que la defensa española paró todos sus contraataques. Fue un partido muy cerrado, pero a falta de quince minutos Carles Puyol anotaría para España, eliminando a los germanos.
Ya en el partido por el tercer puesto contra Uruguay se daría un buen partido ganando 3-2. Así Alemania sumaría 20 años de sequía de título mundialista.
Entre sus jugadores destacaron figuras como Thomas Müller, Mesut Özil, Sami Khedira, Miroslav Klose, Lukas Podolski y Bastian Schweinsteiger, bajo la conducción técnica del entrenador Joachim Löw.

## Clasificación
Luego de la disputa del Grupo 4, Alemania culminó en la primera posición por lo que se clasificó directamente a la Copa Mundial de Fútbol.

### Tabla de posiciones
| Pos. | Selección     | Pts | PJ | PG | PE | PP | GF | GC | Dif |
| ---- | ------------- | --- | -- | -- | -- | -- | -- | -- | --- |
| 1.   | Alemania      | 26  | 10 | 8  | 2  | 0  | 26 | 5  | 21  |
| 2.   | Rusia         | 22  | 10 | 7  | 1  | 2  | 19 | 6  | 13  |
| 3.   | Finlandia     | 18  | 10 | 5  | 3  | 2  | 14 | 14 | 0   |
| 4.   | Gales         | 12  | 10 | 4  | 0  | 6  | 9  | 12 | −3  |
| 5.   | Azerbaiyán    | 5   | 10 | 1  | 2  | 7  | 4  | 14 | −10 |
| 6.   | Liechtenstein | 2   | 10 | 0  | 2  | 8  | 2  | 23 | −21 |

### Partidos
| Fecha                    | Lugar           | Jornada |               | Resultado |               |
| ------------------------ | --------------- | ------- | ------------- | --------- | ------------- |
| 6 de septiembre de 2008  | Vaduz           | 1       | Liechtenstein | 0:6 (0:1) | Alemania      |
| 10 de septiembre de 2008 | Helsinki        | 2       | Finlandia     | 3:3 (2:2) | Alemania      |
| 11 de octubre de 2008    | Dortmund        | 3       | Alemania      | 2:1 (2:0) | Rusia         |
| 15 de octubre de 2008    | Mönchengladbach | 4       | Alemania      | 1:0 (0:0) | Gales         |
| 28 de marzo de 2009      | Leipzig         | 5       | Alemania      | 4:0 (1:0) | Liechtenstein |
| 1 de abril de 2009       | Cardiff         | 6       | Gales         | 0:2 (0:1) | Alemania      |
| 12 de agosto de 2009     | Bakú            | 7       | Azerbaiyán    | 0:2 (0:1) | Alemania      |
| 9 de septiembre de 2009  | Hannover        | 8       | Alemania      | 4:0 (1:0) | Azerbaiyán    |
| 10 de octubre de 2009    | Moscú           | 9       | Rusia         | 0:1 (0:1) | Alemania      |
| 14 de octubre de 2009    | Hamburgo        | 10      | Alemania      | 1:1 (0:1) | Finlandia     |

### Goleadores
| Jugador                | Goles | Minutos | PJ |
| ---------------------- | ----- | ------- | -- |
| Miroslav Klose         | 7     | 492     | 8  |
| Lukas Podolski         | 6     | 764     | 9  |
| Michael Ballack        | 4     | 676     | 8  |
| Bastian Schweinsteiger | 3     | 779     | 9  |
| Marcell Jansen         | 1     | 78      | 2  |
| Simon Rolfes           | 1     | 321     | 6  |
| Piotr Trochowski       | 1     | 567     | 9  |
| Heiko Westermann       | 1     | 641     | 8  |
| Thomas Hitzlsperger    | 1     | 731     | 9  |

## Preparación

### Partidos previos
Alemania jugó cuatro amistosos antes de la Copa Mundial en Sudáfrica. Se destacó el partido que perdió frente a la selección argentina en Múnich con gol de Gonzalo Higuaín.
| Fecha                   | Lugar              | Competición |          |                                       | Resultado |                                 |                  |
| ----------------------- | ------------------ | ----------- | -------- | ------------------------------------- | --------- | ------------------------------- | ---------------- |
| 20 de agosto de 2008    | Núremberg          | Amistoso    | Alemania | Bandera de Alemania                   | 2:0 (0:0) | Bandera de Bélgica              | Bélgica          |
| 19 de noviembre de 2008 | Berlín             | Amistoso    | Alemania | Bandera de Alemania                   | 1:2 (0:1) | Bandera de Inglaterra           | Inglaterra       |
| 11 de febrero de 2009   | Düsseldorf         | Amistoso    | Alemania | Bandera de Alemania                   | 0:1 (0:0) | Bandera de Noruega              | Noruega          |
| 29 de mayo de 2009      | Shanghái           | Amistoso    | China    | Bandera de la República Popular China | 1:1 (1:1) | Bandera de Alemania             | Alemania         |
| 2 de junio de 2009      | Dubái              | Amistoso    | E. A. U. | Bandera de Emiratos Árabes Unidos     | 2:7 (0:4) | Bandera de Alemania             | Alemania         |
| 5 de septiembre de 2009 | Leverkusen         | Amistoso    | Alemania | Bandera de Alemania                   | 2:0 (1:0) | Bandera de Sudáfrica            | Sudáfrica        |
| 18 de noviembre de 2009 | Gelsenkirchen      | Amistoso    | Alemania | Bandera de Alemania                   | 2:2 (1:1) | Bandera de Costa de Marfil      | Costa de Marfil  |
| 3 de marzo de 2010      | Múnich             | Amistoso    | Alemania | Bandera de Alemania                   | 0:1 (0:1) | Bandera de Argentina            | Argentina        |
| 13 de mayo de 2010      | Aquisgrán          | Amistoso    | Alemania | Bandera de Alemania                   | 3:0 (1:0) | Bandera de Malta                | Malta            |
| 29 de mayo de 2010      | Budapest           | Amistoso    | Hungría  | Bandera de Hungría                    | 0:3 (0:1) | Bandera de Alemania             | Alemania         |
| 3 de junio de 2010      | Fráncfort del Meno | Amistoso    | Alemania | Bandera de Alemania                   | 3:1 (0:1) | Bandera de Bosnia y Herzegovina | B. y Herzegovina |

#### Alemania vs. Costa de Marfil
| 18 de noviembre de 2009 | Alemania                 | 2:2 (1:1) | Costa de Marfil         | Veltins-Arena, Gelsenkirchen                              |                                                           |
| 20:45 (UTC+1)           | Podolski 11' (pen.), 90' | Reporte   | Eboué 57' · Doumbia 85' | Asistencia: 33 015 espectadores Árbitro(s): Björn Kuipers | Asistencia: 33 015 espectadores Árbitro(s): Björn Kuipers |

| Uniformes | Uniformes |
| --------- | --------- |
|           |           |

#### Alemania vs. Argentina
| 3 de marzo de 2010 | Alemania | 0:1 (0:1) | Argentina   | Allianz Arena, Múnich                                       |                                                             |
| 20:45 (UTC+1)      |          | Reporte   | Higuaín 45' | Asistencia: 65 152 espectadores Árbitro(s): Martin Atkinson | Asistencia: 65 152 espectadores Árbitro(s): Martin Atkinson |

| Uniformes | Uniformes |
| --------- | --------- |
|           |           |

#### Alemania vs. Malta
| 13 de mayo de 2010 | Alemania                             | 3:0 (1:0) | Malta | New Tivoli Stadion, Aquisgrán                           |                                                         |
| 18:00 (UTC+2)      | Cacau 16', 58' · Scicluna 61' (a.g.) | Reporte   |       | Asistencia: 27 000 espectadores Árbitro(s): Alain Hamer | Asistencia: 27 000 espectadores Árbitro(s): Alain Hamer |

| Uniformes | Uniformes |
| --------- | --------- |
|           |           |

#### Hungría vs. Alemania
| 29 de mayo de 2010 | Hungría | 0:3 (0:1) | Alemania                                   | Estadio Ferenc Puskás, Budapest                             |                                                             |
| 20:00 (UTC+2)      |         | Reporte   | Podolski 5' (pen.) · Gómez 69' · Cacau 73' | Asistencia: 48 000 espectadores Árbitro(s): Claus Bo Larsen | Asistencia: 48 000 espectadores Árbitro(s): Claus Bo Larsen |

| Uniformes | Uniformes |
| --------- | --------- |
|           |           |

#### Alemania vs. Bosnia y Herzegovina
| 3 de junio de 2010 | Alemania                                         | 3:1 (0:1) | Bosnia y Herzegovina | Commerzbank-Arena, Fráncfort del Meno                      |                                                            |
| 20:30 (UTC+2)      | Lahm 50' · Schweinsteiger 71' (pen.), 77' (pen.) | Reporte   | Džeko 15'            | Asistencia: 48 000 espectadores Árbitro(s): Nicola Rizzoli | Asistencia: 48 000 espectadores Árbitro(s): Nicola Rizzoli |

| Uniformes | Uniformes |
| --------- | --------- |
|           |           |

## Uniforme

### Oficial

#### Manga corta
| Opción 1 | Opción 2 | Opción 3 | Opción 4 |

#### Manga larga
| Opción 1 | Opción 2 | Opción 3 | Opción 4 |

### Alternativo

#### Manga corta
| Opción 1 | Opción 2 | Opción 3 | Opción 4 |

#### Manga larga
| Opción 1 | Opción 2 | Opción 3 | Opción 4 |

### Portero

#### Manga corta
| Opción 1 | Opción 2 | Opción 3 |

#### Manga larga
| Opción 1 | Opción 2 | Opción 3 |

### Entrenamiento
|  |

### Cuerpo técnico
|  |

## Plantel
Alemania, junto con Italia e Inglaterra fueron las únicas tres selecciones en las que todos sus jugadores formaban parte de su liga local. El club que más jugadores aportó a la selección alemana fue el Bayern Múnich con 7 seleccionados.
| #     | Nombre                 | Posición      | Edad | PJ Sel | Club                |
| ----- | ---------------------- | ------------- | ---- | ------ | ------------------- |
| 1     | Manuel Neuer           | Portero       | 24   | 5      | Schalke 04          |
| 2     | Marcell Jansen         | Mediocampista | 24   | 31     | Hamburgo            |
| 3     | Arne Friedrich         | Defensa       | 31   | 72     | Hertha Berlín       |
| 4     | Dennis Aogo            | Defensa       | 23   | 2      | Hamburgo            |
| 5     | Serdar Tasci           | Defensa       | 23   | 12     | Stuttgart           |
| 6     | Sami Khedira           | Mediocampista | 23   | 5      | Stuttgart           |
| 7     | Bastian Schweinsteiger | Mediocampista | 25   | 74     | Bayern de Múnich    |
| 8     | Mesut Özil             | Mediocampista | 21   | 10     | Werder Bremen       |
| 9     | Stefan Kießling        | Delantero     | 26   | 4      | Bayer 04 Leverkusen |
| 10    | Lukas Podolski         | Delantero     | 25   | 73     | Köln                |
| 11    | Miroslav Klose         | Delantero     | 32   | 96     | Bayern de Múnich    |
| 12    | Tim Wiese              | Portero       | 28   | 2      | Werder Bremen       |
| 13    | Thomas Müller          | Delantero     | 20   | 2      | Bayern de Múnich    |
| 14    | Holger Badstuber       | Defensa       | 21   | 2      | Bayern de Múnich    |
| 15    | Piotr Trochowski       | Mediocampista | 26   | 31     | Hamburgo            |
| 16    | Philipp Lahm           | Defensa       | 26   | 65     | Bayern de Múnich    |
| 17    | Per Mertesacker        | Defensa       | 25   | 62     | Werder Bremen       |
| 18    | Toni Kroos             | Mediocampista | 20   | 4      | Bayer 04 Leverkusen |
| 19    | Cacau                  | Delantero     | 29   | 8      | Stuttgart           |
| 20    | Jérôme Boateng         | Defensa       | 21   | 5      | Hamburgo            |
| 21    | Marko Marin            | Mediocampista | 21   | 9      | Werder Bremen       |
| 22    | Hans-Jörg Butt         | Portero       | 36   | 1      | Bayern de Múnich    |
| 23    | Mario Gómez            | Delantero     | 24   | 34     | Bayern de Múnich    |
| D. T. | Joachim Löw            |               |      |        |                     |

## Participación
- Los horarios son correspondientes a la hora local sudafricana (UTC+2).

### Partidos
| Fecha       | Lugar            | Instancia        |           |                      | Resultado |                       |            |
| ----------- | ---------------- | ---------------- | --------- | -------------------- | --------- | --------------------- | ---------- |
| 13 de junio | Durban           | Fase de grupos   | Alemania  | Bandera de Alemania  | 4:0 (2:0) | Bandera de Australia  | Australia  |
| 18 de junio | Puerto Elizabeth | Fase de grupos   | Alemania  | Bandera de Alemania  | 0:1 (0:1) | Bandera de Serbia     | Serbia     |
| 23 de junio | Johannesburgo    | Fase de grupos   | Ghana     | Bandera de Ghana     | 0:1 (0:0) | Bandera de Alemania   | Alemania   |
| 27 de junio | Bloemfontein     | Octavos de final | Alemania  | Bandera de Alemania  | 4:1 (2:1) | Bandera de Inglaterra | Inglaterra |
| 3 de julio  | Ciudad del Cabo  | Cuartos de final | Argentina | Bandera de Argentina | 0:4 (0:1) | Bandera de Alemania   | Alemania   |
| 7 de julio  | Durban           | Semifinal        | Alemania  | Bandera de Alemania  | 0:1 (0:0) | Bandera de España     | España     |
| 10 de julio | Puerto Elizabeth | Tercer puesto    | Uruguay   | Bandera de Uruguay   | 2:3 (1:1) | Bandera de Alemania   | Alemania   |

### Fase de grupos - Grupo D
| Selección | Pts | PJ | PG | PE | PP | GF | GC | Dif |
| --------- | --- | -- | -- | -- | -- | -- | -- | --- |
| Alemania  | 6   | 3  | 2  | 0  | 1  | 5  | 1  | 4   |
| Ghana     | 4   | 3  | 1  | 1  | 1  | 2  | 2  | 0   |
| Australia | 4   | 3  | 1  | 1  | 1  | 3  | 6  | −3  |
| Serbia    | 3   | 3  | 1  | 0  | 2  | 2  | 3  | −1  |

|  | Clasificados a los octavos de final. |

#### Alemania vs. Australia
| 13 de junio, 20:30 | Alemania                                         | 4:0 (2:0) | Australia | Estadio Moses Mabhida, Durban                               |                                                             |
|                    | Podolski 8' · Klose 26' · Müller 68' · Cacau 70' | Reporte   |           | Asistencia: 62 660 espectadores Árbitro(s): Marco Rodríguez | Asistencia: 62 660 espectadores Árbitro(s): Marco Rodríguez |

| 1          | Guardameta     | Manuel Neuer           |     |
| 3          | Defensa        | Arne Friedrich         |     |
| 14         | Defensa        | Holger Badstuber       |     |
| 16         | Defensa        | Philipp Lahm           |     |
| 17         | Defensa        | Per Mertesacker        |     |
| 6          | Centrocampista | Sami Khedira           |     |
| 7          | Centrocampista | Bastian Schweinsteiger |     |
| 8          | Centrocampista | Mesut Özil             | 74' |
| 13         | Centrocampista | Thomas Müller          |     |
| 10         | Delantero      | Lukas Podolski         | 81' |
| 11         | Delantero      | Miroslav Klose         | 68' |
| Entrenador | Entrenador     | Joachim Löw            |     |

| 1          | Guardameta     | Mark Schwarzer     |     |
| 2          | Defensa        | Lucas Neill        |     |
| 3          | Defensa        | Craig Moore        |     |
| 8          | Defensa        | Luke Wilkshire     |     |
| 11         | Defensa        | Scott Chipperfield |     |
| 5          | Centrocampista | Jason Čulina       |     |
| 7          | Centrocampista | Brett Emerton      | 74' |
| 13         | Centrocampista | Vince Grella       | 46' |
| 16         | Centrocampista | Carl Valeri        |     |
| 4          | Delantero      | Jozy Altidore      |     |
| 19         | Delantero      | Richard Garcia     | 64' |
| Entrenador | Entrenador     | Pim Verbeek        |     |

| 19 | Delantero      | Cacau       | 68' |
| 23 | Delantero      | Mario Gómez | 74' |
| 21 | Centrocampista | Marko Marin | 81' |

| 14 | Delantero      | Brett Holman      | 46' |
| 17 | Delantero      | Nikita Rukavytsya | 64' |
| 15 | Centrocampista | Mile Jedinak      | 74' |

| Anotado | 8'  | Lukas Podolski | 1:0 |
| Anotado | 26' | Miroslav Klose | 2:0 |
| Anotado | 68' | Thomas Müller  | 3:0 |
| Anotado | 70' | Cacau          | 4:0 |

| Amonestado | 12'   | Mesut Özil |
| Amonestado | 90+2' | Cacau      |

| Amonestado | 24' | Craig Moore |
| Amonestado | 46' | Lucas Neill |
| Expulsado  | 56' | Tim Cahill  |
| Amonestado | 58' | Carl Valeri |

| Árbitro             | Marco Rodríguez   |
| Árbitros asistentes | José Luis Camargo |
| Árbitros asistentes | Alberto Morín     |
| Cuarto árbitro      | Martin Hansson    |
| Quinto árbitro      | Henrik Andrén     |

| 1          | Guardameta     | Manuel Neuer           |     |
| 3          | Defensa        | Arne Friedrich         |     |
| 14         | Defensa        | Holger Badstuber       |     |
| 16         | Defensa        | Philipp Lahm           |     |
| 17         | Defensa        | Per Mertesacker        |     |
| 6          | Centrocampista | Sami Khedira           |     |
| 7          | Centrocampista | Bastian Schweinsteiger |     |
| 8          | Centrocampista | Mesut Özil             | 74' |
| 13         | Centrocampista | Thomas Müller          |     |
| 10         | Delantero      | Lukas Podolski         | 81' |
| 11         | Delantero      | Miroslav Klose         | 68' |
| Entrenador | Entrenador     | Joachim Löw            |     |

| 1          | Guardameta     | Mark Schwarzer     |     |
| 2          | Defensa        | Lucas Neill        |     |
| 3          | Defensa        | Craig Moore        |     |
| 8          | Defensa        | Luke Wilkshire     |     |
| 11         | Defensa        | Scott Chipperfield |     |
| 5          | Centrocampista | Jason Čulina       |     |
| 7          | Centrocampista | Brett Emerton      | 74' |
| 13         | Centrocampista | Vince Grella       | 46' |
| 16         | Centrocampista | Carl Valeri        |     |
| 4          | Delantero      | Jozy Altidore      |     |
| 19         | Delantero      | Richard Garcia     | 64' |
| Entrenador | Entrenador     | Pim Verbeek        |     |

| 19 | Delantero      | Cacau       | 68' |
| 23 | Delantero      | Mario Gómez | 74' |
| 21 | Centrocampista | Marko Marin | 81' |

| 14 | Delantero      | Brett Holman      | 46' |
| 17 | Delantero      | Nikita Rukavytsya | 64' |
| 15 | Centrocampista | Mile Jedinak      | 74' |

| Anotado | 8'  | Lukas Podolski | 1:0 |
| Anotado | 26' | Miroslav Klose | 2:0 |
| Anotado | 68' | Thomas Müller  | 3:0 |
| Anotado | 70' | Cacau          | 4:0 |

| Amonestado | 12'   | Mesut Özil |
| Amonestado | 90+2' | Cacau      |

| Amonestado | 24' | Craig Moore |
| Amonestado | 46' | Lucas Neill |
| Expulsado  | 56' | Tim Cahill  |
| Amonestado | 58' | Carl Valeri |

| Árbitro             | Marco Rodríguez   |
| Árbitros asistentes | José Luis Camargo |
| Árbitros asistentes | Alberto Morín     |
| Cuarto árbitro      | Martin Hansson    |
| Quinto árbitro      | Henrik Andrén     |

| Estadísticas      | Bandera de Alemania | Bandera de Australia |
| Tiros             | 16                  | 10                   |
| Tiros a puerta    | 10                  | 2                    |
| Faltas            | 10                  | 19                   |
| Saques de esquina | 4                   | 7                    |
| Penaltis          | 0                   | 0                    |
| Fueras de juego   | 7                   | 1                    |
| Posesión de balón | 55%                 | 45%                  |

#### Alemania vs. Serbia
| 18 de junio, 13:30 | Alemania | 0:1 (0:1) | Serbia        | Estadio Nelson Mandela Bay, Puerto Elizabeth                |                                                             |
|                    |          | Reporte   | Jovanović 38' | Asistencia: 38 294 espectadores Árbitro(s): Alberto Undiano | Asistencia: 38 294 espectadores Árbitro(s): Alberto Undiano |

| 1          | Guardameta     | Manuel Neuer           |     |
| 3          | Defensa        | Arne Friedrich         |     |
| 14         | Defensa        | Holger Badstuber       | 77' |
| 16         | Defensa        | Philipp Lahm           |     |
| 17         | Defensa        | Per Mertesacker        |     |
| 6          | Centrocampista | Sami Khedira           |     |
| 7          | Centrocampista | Bastian Schweinsteiger |     |
| 8          | Centrocampista | Mesut Özil             | 70' |
| 13         | Centrocampista | Thomas Müller          | 70' |
| 10         | Delantero      | Lukas Podolski         |     |
| 11         | Delantero      | Miroslav Klose         |     |
| Entrenador | Entrenador     | Joachim Löw            |     |

| 1          | Guardameta     | Vladimir Stojković |     |
| 3          | Defensa        | Aleksandar Kolarov |     |
| 5          | Defensa        | Nemanja Vidić      |     |
| 6          | Defensa        | Branislav Ivanović |     |
| 20         | Defensa        | Neven Subotić      |     |
| 10         | Centrocampista | Dejan Stanković    |     |
| 14         | Centrocampista | Milan Jovanović    | 79' |
| 17         | Centrocampista | Miloš Krasić       |     |
| 18         | Centrocampista | Miloš Ninković     | 70' |
| 22         | Centrocampista | Zdravko Kuzmanović | 75' |
| 15         | Delantero      | Nikola Žigić       |     |
| Entrenador | Entrenador     | Radomir Antić      |     |

| 21 | Centrocampista | Marko Marin | 70' |
| 19 | Delantero      | Cacau       | 70' |
| 23 | Delantero      | Mario Gómez | 77' |

| 4  | Centrocampista | Gojko Kačar      | 70' |
| 19 | Centrocampista | Radosav Petrović | 75' |
| 8  | Delantero      | Danko Lazović    | 79' |

| Anotado | 38' | Milan Jovanović | 0:1 |

| Amonestado           | 12' | Miroslav Klose         |
| Amonestado           | 22' | Sami Khedira           |
| Amonestado           | 32' | Philipp Lahm           |
| Otorgado · Expulsado | 37' | Miroslav Klose         |
| Amonestado           | 73' | Bastian Schweinsteiger |

| Amonestado | 18' | Branislav Ivanović |
| Amonestado | 19' | Aleksandar Kolarov |
| Amonestado | 57' | Neven Subotić      |
| Amonestado | 59' | Nemanja Vidić      |

| Árbitro             | Alberto Undiano           |
| Árbitros asistentes | Fermín Martínez           |
| Árbitros asistentes | Juan Carlos Yuste Jiménez |
| Cuarto árbitro      | Martín Vázquez            |
| Quinto árbitro      | Carlos Pastorino          |

| 1          | Guardameta     | Manuel Neuer           |     |
| 3          | Defensa        | Arne Friedrich         |     |
| 14         | Defensa        | Holger Badstuber       | 77' |
| 16         | Defensa        | Philipp Lahm           |     |
| 17         | Defensa        | Per Mertesacker        |     |
| 6          | Centrocampista | Sami Khedira           |     |
| 7          | Centrocampista | Bastian Schweinsteiger |     |
| 8          | Centrocampista | Mesut Özil             | 70' |
| 13         | Centrocampista | Thomas Müller          | 70' |
| 10         | Delantero      | Lukas Podolski         |     |
| 11         | Delantero      | Miroslav Klose         |     |
| Entrenador | Entrenador     | Joachim Löw            |     |

| 1          | Guardameta     | Vladimir Stojković |     |
| 3          | Defensa        | Aleksandar Kolarov |     |
| 5          | Defensa        | Nemanja Vidić      |     |
| 6          | Defensa        | Branislav Ivanović |     |
| 20         | Defensa        | Neven Subotić      |     |
| 10         | Centrocampista | Dejan Stanković    |     |
| 14         | Centrocampista | Milan Jovanović    | 79' |
| 17         | Centrocampista | Miloš Krasić       |     |
| 18         | Centrocampista | Miloš Ninković     | 70' |
| 22         | Centrocampista | Zdravko Kuzmanović | 75' |
| 15         | Delantero      | Nikola Žigić       |     |
| Entrenador | Entrenador     | Radomir Antić      |     |

| 21 | Centrocampista | Marko Marin | 70' |
| 19 | Delantero      | Cacau       | 70' |
| 23 | Delantero      | Mario Gómez | 77' |

| 4  | Centrocampista | Gojko Kačar      | 70' |
| 19 | Centrocampista | Radosav Petrović | 75' |
| 8  | Delantero      | Danko Lazović    | 79' |

| Anotado | 38' | Milan Jovanović | 0:1 |

| Amonestado           | 12' | Miroslav Klose         |
| Amonestado           | 22' | Sami Khedira           |
| Amonestado           | 32' | Philipp Lahm           |
| Otorgado · Expulsado | 37' | Miroslav Klose         |
| Amonestado           | 73' | Bastian Schweinsteiger |

| Amonestado | 18' | Branislav Ivanović |
| Amonestado | 19' | Aleksandar Kolarov |
| Amonestado | 57' | Neven Subotić      |
| Amonestado | 59' | Nemanja Vidić      |

| Árbitro             | Alberto Undiano           |
| Árbitros asistentes | Fermín Martínez           |
| Árbitros asistentes | Juan Carlos Yuste Jiménez |
| Cuarto árbitro      | Martín Vázquez            |
| Quinto árbitro      | Carlos Pastorino          |

| \| Estadísticas \| \| \| \| Tiros \| 15 \| 9 \| \| Tiros a puerta \| 4 \| 3 \| \| Faltas \| 19 \| 10 \| \| Saques de esquina \| 7 \| 1 \| \| Penaltis \| 1 (0) \| 0 \| \| Fueras de juego \| 3 \| 4 \| \| Posesión de balón \| 51% \| 49% \| | Alineación inicial  |                   |
| Estadísticas | Bandera de Alemania | Bandera de Serbia |
| Tiros | 15                  | 9                 |
| Tiros a puerta | 4                   | 3                 |
| Faltas | 19                  | 10                |
| Saques de esquina | 7                   | 1                 |
| Penaltis | 1 (0)               | 0                 |
| Fueras de juego | 3                   | 4                 |
| Posesión de balón | 51%                 | 49%               |

#### Ghana vs. Alemania
| 23 de junio, 20:30 | Ghana | 0:1 (0:0) | Alemania | Estadio Soccer City, Johannesburgo                       |                                                          |
|                    |       | Reporte   | Özil 60' | Asistencia: 83 391 espectadores Árbitro(s): Carlos Simon | Asistencia: 83 391 espectadores Árbitro(s): Carlos Simon |

| 22         | Guardameta     | Richard Kingson      |       |
| 2          | Defensa        | Hans Sarpei          |       |
| 4          | Defensa        | John Paintsil        |       |
| 5          | Defensa        | John Mensah          |       |
| 8          | Defensa        | Jonathan Mensah      |       |
| 6          | Centrocampista | Anthony Annan        |       |
| 13         | Centrocampista | André Ayew           | 90+2' |
| 21         | Centrocampista | Kwadwo Asamoah       |       |
| 3          | Delantero      | Asamoah Gyan         | 82'   |
| 12         | Delantero      | Prince Tagoe         | 64'   |
| 23         | Delantero      | Kevin-Prince Boateng |       |
| Entrenador | Entrenador     | Milovan Rajevac      |       |

| 1          | Guardameta     | Manuel Neuer           |     |
| 3          | Defensa        | Arne Friedrich         |     |
| 16         | Defensa        | Philipp Lahm           |     |
| 17         | Defensa        | Per Mertesacker        |     |
| 20         | Defensa        | Jérôme Boateng         | 73' |
| 6          | Centrocampista | Sami Khedira           |     |
| 7          | Centrocampista | Bastian Schweinsteiger | 81' |
| 8          | Centrocampista | Mesut Özil             |     |
| 13         | Centrocampista | Thomas Müller          | 67' |
| 10         | Delantero      | Lukas Podolski         |     |
| 19         | Delantero      | Cacau                  |     |
| Entrenador | Entrenador     | Joachim Löw            |     |

| 11 | Centrocampista | Sulley Muntari  | 64'   |
| 14 | Delantero      | Matthew Amoah   | 82'   |
| 18 | Delantero      | Dominic Adiyiah | 90+2' |

| 15 | Centrocampista | Piotr Trochowski | 67' |
| 2  | Defensa        | Marcell Jansen   | 73' |
| 18 | Centrocampista | Toni Kroos       | 81' |

| Anotado | 60' | Mesut Özil | 0:1 |

| Amonestado | 40' | André Ayew |

| Amonestado | 43' | Thomas Müller |

| Árbitro             | Carlos Simon     |
| Árbitros asistentes | Altemir Hausmann |
| Árbitros asistentes | Roberto Braatz   |
| Cuarto árbitro      | Martín Vázquez   |
| Quinto árbitro      | Carlos Pastorino |

| 22         | Guardameta     | Richard Kingson      |       |
| 2          | Defensa        | Hans Sarpei          |       |
| 4          | Defensa        | John Paintsil        |       |
| 5          | Defensa        | John Mensah          |       |
| 8          | Defensa        | Jonathan Mensah      |       |
| 6          | Centrocampista | Anthony Annan        |       |
| 13         | Centrocampista | André Ayew           | 90+2' |
| 21         | Centrocampista | Kwadwo Asamoah       |       |
| 3          | Delantero      | Asamoah Gyan         | 82'   |
| 12         | Delantero      | Prince Tagoe         | 64'   |
| 23         | Delantero      | Kevin-Prince Boateng |       |
| Entrenador | Entrenador     | Milovan Rajevac      |       |

| 1          | Guardameta     | Manuel Neuer           |     |
| 3          | Defensa        | Arne Friedrich         |     |
| 16         | Defensa        | Philipp Lahm           |     |
| 17         | Defensa        | Per Mertesacker        |     |
| 20         | Defensa        | Jérôme Boateng         | 73' |
| 6          | Centrocampista | Sami Khedira           |     |
| 7          | Centrocampista | Bastian Schweinsteiger | 81' |
| 8          | Centrocampista | Mesut Özil             |     |
| 13         | Centrocampista | Thomas Müller          | 67' |
| 10         | Delantero      | Lukas Podolski         |     |
| 19         | Delantero      | Cacau                  |     |
| Entrenador | Entrenador     | Joachim Löw            |     |

| 11 | Centrocampista | Sulley Muntari  | 64'   |
| 14 | Delantero      | Matthew Amoah   | 82'   |
| 18 | Delantero      | Dominic Adiyiah | 90+2' |

| 15 | Centrocampista | Piotr Trochowski | 67' |
| 2  | Defensa        | Marcell Jansen   | 73' |
| 18 | Centrocampista | Toni Kroos       | 81' |

| Anotado | 60' | Mesut Özil | 0:1 |

| Amonestado | 40' | André Ayew |

| Amonestado | 43' | Thomas Müller |

| Árbitro             | Carlos Simon     |
| Árbitros asistentes | Altemir Hausmann |
| Árbitros asistentes | Roberto Braatz   |
| Cuarto árbitro      | Martín Vázquez   |
| Quinto árbitro      | Carlos Pastorino |

| Estadísticas      | Bandera de Ghana | Bandera de Alemania |
| Tiros             | 17               | 13                  |
| Tiros a puerta    | 5                | 6                   |
| Faltas            | 11               | 5                   |
| Saques de esquina | 4                | 7                   |
| Penaltis          | 0                | 0                   |
| Fueras de juego   | 3                | 4                   |
| Posesión de balón | 46%              | 54%                 |

### Octavos de final

#### Alemania vs. Inglaterra
El partido llegó con el antecedente de la Copa Mundial de Fútbol de 1966 cuando Geoff Hurst anotó un gol fantasma cuando le dio al travesaño y rebotó en el césped. El balón nunca entró, pero le fue concedido el gol a Inglaterra, lo que le sirvió para llevarse el título de aquella copa. Pues bien, durante el nuevo encuentro entre alemanes e ingleses, cuando los teutones ganaban 2-0 con goles de Klose y Podolski, Inglaterra reaccionó por medio de Upson. Tan solo un instante después, Frank Lampard estrella el balón en el travesaño, aunque esta vez el balón entró completamente en el arco defendido por Manuel Neuer, avalado en las posteriores repeticiones videográficas. El árbitro uruguayo Jorge Larrionda decide continuar la jugada que hubiera sido el empate de los ingleses ante los teutones. Alemania terminaría goleando a los ingleses.
| 27 de junio de 2010, 16:00 | Alemania                                  | 4:1 (2:1) | Inglaterra | Estadio Free State, Bloemfontein                            |                                                             |
|                            | Klose 19' · Podolski 31' · Müller 66' 69' | Reporte   | Upson 36'  | Asistencia: 40 510 espectadores Árbitro(s): Jorge Larrionda | Asistencia: 40 510 espectadores Árbitro(s): Jorge Larrionda |

| Amonestado | 47' | Arne Friedrich |

| 15 | MED | Piotr Trochowski | 72' | Thomas Müller  | MED | 13 |
| 23 | DEL | Mario Gómez      | 72' | Miroslav Klose | DEL | 11 |
| 9  | DEL | Stefan Kießling  | 83' | Mesut Özil     | MED | 8  |

| Tiros:              | 17  |
| Tiros al arco:      | 7   |
| Faltas:             | 7   |
| Saques de esquina:  | 7   |
| Fueras de juego:    | 4   |
| Posesión del balón: | 49% |

### Cuartos de final

#### Argentina vs. Alemania
Uno de los antecedentes más recientes de este partido fue el celebrado el 3 de marzo de 2010, cuando Argentina venció en Múnich a la selección alemana por la mínima diferencia con gol de Gonzalo Higuaín. Aunque en el 2006, más exactamente en la Copa Mundial de Fútbol de 2006, se enfrentaron también en los cuartos de final. Alemanes y argentinos empataron a uno con goles de Roberto Ayala por Argentina y de Miroslav Klose por los alemanes, esto conllevó a una definición desde los once metros, donde Alemania ganó 4-2, con gran actuación de Jens Lehmann.
| 3 de julio, 16:00 | Argentina | 0:4 (0:1) | Alemania                                   | Estadio Green Point, Ciudad del Cabo                        |                                                             |
|                   |           | Reporte   | Müller 3' · Klose 68', 89' · Friedrich 74' | Asistencia: 64 100 espectadores Árbitro(s): Ravshan Irmatov | Asistencia: 64 100 espectadores Árbitro(s): Ravshan Irmatov |

| 22         | Guardameta     | Sergio Romero         |     |
| 2          | Defensa        | Martín Demichelis     |     |
| 4          | Defensa        | Nicolás Burdisso      |     |
| 6          | Defensa        | Gabriel Heinze        |     |
| 15         | Defensa        | Nicolás Otamendi      | 70' |
| 7          | Centrocampista | Ángel Di María        | 75' |
| 14         | Centrocampista | Javier Mascherano     |     |
| 20         | Centrocampista | Maximiliano Rodríguez |     |
| 9          | Delantero      | Gonzalo Higuaín       |     |
| 10         | Delantero      | Lionel Messi          |     |
| 11         | Delantero      | Carlos Tévez          |     |
| Entrenador | Entrenador     | Diego Maradona        |     |

| 1          | Guardameta     | Manuel Neuer           |     |
| 3          | Defensa        | Arne Friedrich         |     |
| 16         | Defensa        | Philipp Lahm           |     |
| 17         | Defensa        | Per Mertesacker        |     |
| 20         | Defensa        | Jérôme Boateng         | 72' |
| 6          | Centrocampista | Sami Khedira           | 77' |
| 7          | Centrocampista | Bastian Schweinsteiger |     |
| 8          | Centrocampista | Mesut Özil             |     |
| 13         | Centrocampista | Thomas Müller          | 84' |
| 10         | Delantero      | Lukas Podolski         |     |
| 11         | Delantero      | Miroslav Klose         |     |
| Entrenador | Entrenador     | Joachim Löw            |     |

| 23 | Centrocampista | Javier Pastore | 70' |
| 16 | Delantero      | Sergio Agüero  | 75' |

| 2  | Defensa        | Marcell Jansen   | 72' |
| 18 | Centrocampista | Toni Kroos       | 77' |
| 15 | Centrocampista | Piotr Trochowski | 84' |

| Anotado | 3'  | Thomas Müller  | 0:1 |
| Anotado | 68' | Miroslav Klose | 0:2 |
| Anotado | 74' | Arne Friedrich | 0:3 |
| Anotado | 89' | Miroslav Klose | 0:4 |

| Amonestado | 11' | Nicolás Otamendi  |
| Amonestado | 80' | Javier Mascherano |

| Amonestado | 35' | Thomas Müller |

| Árbitro             | Ravshan Irmatov    |
| Árbitros asistentes | Rafael Ilyasov     |
| Árbitros asistentes | Bakhadyr Kochkarov |
| Cuarto árbitro      | Jerome Damon       |
| Quinto árbitro      | Enock Molefe       |

| 22         | Guardameta     | Sergio Romero         |     |
| 2          | Defensa        | Martín Demichelis     |     |
| 4          | Defensa        | Nicolás Burdisso      |     |
| 6          | Defensa        | Gabriel Heinze        |     |
| 15         | Defensa        | Nicolás Otamendi      | 70' |
| 7          | Centrocampista | Ángel Di María        | 75' |
| 14         | Centrocampista | Javier Mascherano     |     |
| 20         | Centrocampista | Maximiliano Rodríguez |     |
| 9          | Delantero      | Gonzalo Higuaín       |     |
| 10         | Delantero      | Lionel Messi          |     |
| 11         | Delantero      | Carlos Tévez          |     |
| Entrenador | Entrenador     | Diego Maradona        |     |

| 1          | Guardameta     | Manuel Neuer           |     |
| 3          | Defensa        | Arne Friedrich         |     |
| 16         | Defensa        | Philipp Lahm           |     |
| 17         | Defensa        | Per Mertesacker        |     |
| 20         | Defensa        | Jérôme Boateng         | 72' |
| 6          | Centrocampista | Sami Khedira           | 77' |
| 7          | Centrocampista | Bastian Schweinsteiger |     |
| 8          | Centrocampista | Mesut Özil             |     |
| 13         | Centrocampista | Thomas Müller          | 84' |
| 10         | Delantero      | Lukas Podolski         |     |
| 11         | Delantero      | Miroslav Klose         |     |
| Entrenador | Entrenador     | Joachim Löw            |     |

| 23 | Centrocampista | Javier Pastore | 70' |
| 16 | Delantero      | Sergio Agüero  | 75' |

| 2  | Defensa        | Marcell Jansen   | 72' |
| 18 | Centrocampista | Toni Kroos       | 77' |
| 15 | Centrocampista | Piotr Trochowski | 84' |

| Anotado | 3'  | Thomas Müller  | 0:1 |
| Anotado | 68' | Miroslav Klose | 0:2 |
| Anotado | 74' | Arne Friedrich | 0:3 |
| Anotado | 89' | Miroslav Klose | 0:4 |

| Amonestado | 11' | Nicolás Otamendi  |
| Amonestado | 80' | Javier Mascherano |

| Amonestado | 35' | Thomas Müller |

| Árbitro             | Ravshan Irmatov    |
| Árbitros asistentes | Rafael Ilyasov     |
| Árbitros asistentes | Bakhadyr Kochkarov |
| Cuarto árbitro      | Jerome Damon       |
| Quinto árbitro      | Enock Molefe       |

| Estadísticas      | Bandera de Argentina | Bandera de Alemania |
| Tiros             | 20                   | 18                  |
| Tiros a puerta    | 7                    | 6                   |
| Faltas            | 20                   | 14                  |
| Saques de esquina | 5                    | 4                   |
| Penaltis          | 0                    | 0                   |
| Fueras de juego   | 5                    | 0                   |
| Posesión de balón | 54%                  | 46%                 |

### Semifinal

#### Alemania vs. España
| 7 de julio, 20:30 | Alemania | 0:1 (0:0) | España    | Estadio Moses Mabhida, Durban                             |                                                           |
|                   |          | Reporte   | Puyol 72' | Asistencia: 60 960 espectadores Árbitro(s): Viktor Kassai | Asistencia: 60 960 espectadores Árbitro(s): Viktor Kassai |

| 1          | Guardameta     | Manuel Neuer           |     |
| 3          | Defensa        | Arne Friedrich         |     |
| 16         | Defensa        | Philipp Lahm           |     |
| 17         | Defensa        | Per Mertesacker        |     |
| 20         | Defensa        | Jérôme Boateng         | 52' |
| 6          | Centrocampista | Sami Khedira           | 81' |
| 7          | Centrocampista | Bastian Schweinsteiger |     |
| 8          | Centrocampista | Mesut Özil             |     |
| 15         | Centrocampista | Piotr Trochowski       | 62' |
| 10         | Delantero      | Lukas Podolski         |     |
| 11         | Delantero      | Miroslav Klose         |     |
| Entrenador | Entrenador     | Joachim Löw            |     |

| 1          | Guardameta     | Iker Casillas      |       |
| 3          | Defensa        | Gerard Piqué       |       |
| 5          | Defensa        | Carles Puyol       |       |
| 11         | Defensa        | Joan Capdevila     |       |
| 15         | Defensa        | Sergio Ramos       |       |
| 6          | Centrocampista | Andrés Iniesta     |       |
| 8          | Centrocampista | Xavi Hernández     |       |
| 14         | Centrocampista | Xabi Alonso        | 90+3' |
| 16         | Centrocampista | Sergio Busquets    |       |
| 7          | Delantero      | David Villa        | 81'   |
| 18         | Delantero      | Pedro              | 86'   |
| Entrenador | Entrenador     | Vicente del Bosque |       |

| 2  | Centrocampista | Marcell Jansen | 52' |
| 18 | Centrocampista | Toni Kroos     | 62' |
| 23 | Delantero      | Mario Gómez    | 81' |

| 9  | Delantero      | Fernando Torres | 81'   |
| 21 | Centrocampista | David Silva     | 86'   |
| 4  | Defensa        | Carlos Marchena | 90+3' |

| Anotado | 72' | Carles Puyol | 0:1 |

| Árbitro             | Viktor Kassai      |
| Árbitros asistentes | Gábor Erős         |
| Árbitros asistentes | Tibor Vámos        |
| Cuarto árbitro      | Frank de Bleeckere |
| Quinto árbitro      | Peter Hermans      |

| 1          | Guardameta     | Manuel Neuer           |     |
| 3          | Defensa        | Arne Friedrich         |     |
| 16         | Defensa        | Philipp Lahm           |     |
| 17         | Defensa        | Per Mertesacker        |     |
| 20         | Defensa        | Jérôme Boateng         | 52' |
| 6          | Centrocampista | Sami Khedira           | 81' |
| 7          | Centrocampista | Bastian Schweinsteiger |     |
| 8          | Centrocampista | Mesut Özil             |     |
| 15         | Centrocampista | Piotr Trochowski       | 62' |
| 10         | Delantero      | Lukas Podolski         |     |
| 11         | Delantero      | Miroslav Klose         |     |
| Entrenador | Entrenador     | Joachim Löw            |     |

| 1          | Guardameta     | Iker Casillas      |       |
| 3          | Defensa        | Gerard Piqué       |       |
| 5          | Defensa        | Carles Puyol       |       |
| 11         | Defensa        | Joan Capdevila     |       |
| 15         | Defensa        | Sergio Ramos       |       |
| 6          | Centrocampista | Andrés Iniesta     |       |
| 8          | Centrocampista | Xavi Hernández     |       |
| 14         | Centrocampista | Xabi Alonso        | 90+3' |
| 16         | Centrocampista | Sergio Busquets    |       |
| 7          | Delantero      | David Villa        | 81'   |
| 18         | Delantero      | Pedro              | 86'   |
| Entrenador | Entrenador     | Vicente del Bosque |       |

| 2  | Centrocampista | Marcell Jansen | 52' |
| 18 | Centrocampista | Toni Kroos     | 62' |
| 23 | Delantero      | Mario Gómez    | 81' |

| 9  | Delantero      | Fernando Torres | 81'   |
| 21 | Centrocampista | David Silva     | 86'   |
| 4  | Defensa        | Carlos Marchena | 90+3' |

| Anotado | 72' | Carles Puyol | 0:1 |

| Árbitro             | Viktor Kassai      |
| Árbitros asistentes | Gábor Erős         |
| Árbitros asistentes | Tibor Vámos        |
| Cuarto árbitro      | Frank de Bleeckere |
| Quinto árbitro      | Peter Hermans      |

| Estadísticas      | Bandera de Alemania | Bandera de España |
| Tiros             | 5                   | 13                |
| Tiros a puerta    | 2                   | 5                 |
| Faltas            | 9                   | 7                 |
| Saques de esquina | 6                   | 7                 |
| Penaltis          | 0                   | 0                 |
| Fueras de juego   | 2                   | 1                 |
| Posesión de balón | 49%                 | 51%               |

### Partido por el tercer puesto

#### Uruguay vs. Alemania
| 10 de julio de 2010, 20:30 | Uruguay                 | 2:3 (1:1) | Alemania                              | Estadio Nelson Mandela Bay, Puerto Elizabeth                  |                                                               |
|                            | Cavani 27' · Forlán 50' | Reporte   | Müller 18' · Jansen 55' · Khedira 81' | Asistencia: 36 254 espectadores Árbitro(s): Armando Archundia | Asistencia: 36 254 espectadores Árbitro(s): Armando Archundia |

## Estadísticas

### Participación de jugadores
Simbología:
PJ: partidos jugados.

Min: minutos jugados.

Dis.: distancia recorrida en metros.

: goles anotados.

A.: asistencias para gol.

Faltas: faltas cometidas - faltas recibidas.

 : amonestaciones.

: expulsión por doble amonestación.

: expulsiones directas.
| #  | Nombre                 | Posición      | PJ | Min. | Dis.   | Anotado | A. | Tiros    | Faltas | Amonestado | Otorgado · Otorgado otra vez · Expulsado |   |
| -- | ---------------------- | ------------- | -- | ---- | ------ | ------- | -- | -------- | ------ | ---------- | ---------------------------------------- | - |
| 2  | Marcell Jansen         | Mediocampista | 2  | 35   | 4.616  | 1       | 0  | 1        | 1-1    | 0          | 0                                        | 0 |
| 3  | Arne Friedrich         | Defensa       | 5  | 450  | 45.531 | 1       | 0  | 1        | 4-4    | 1          | 0                                        | 0 |
| 4  | Dennis Aogo            | Defensa       | 1  | 57   | 0      | 0       | 0  | 0        | 0-0    | 0          | 0                                        | 0 |
| 5  | Serdar Tasci           | Defensa       | 1  | 3    | 0      | 0       | 0  | 0        | 0-0    | 0          | 0                                        | 0 |
| 6  | Sami Khedira           | Mediocampista | 5  | 437  | 56.696 | 0       | 0  | 6        | 6-2    | 1          | 0                                        | 0 |
| 7  | Bastian Schweinsteiger | Mediocampista | 5  | 441  | 56.439 | 0       | 3  | 8        | 11-13  | 1          | 0                                        | 0 |
| 8  | Mesut Özil             | Mediocampista | 5  | 407  | 48.889 | 1       | 3  | 9        | 2-7    | 1          | 0                                        | 0 |
| 9  | Stefan Kießling        | Delantero     | 1  | 7    | 1.292  | 0       | 0  | 0        | 0-0    | 0          | 0                                        | 0 |
| 10 | Lukas Podolski         | Delantero     | 5  | 441  | 48.360 | 2       | 2  | 21       | 2-9    | 0          | 0                                        | 0 |
| 11 | Miroslav Klose         | Delantero     | 4  | 267  | 27.524 | 4       | 0  | 11       | 8-4    | 1          | 1                                        | 0 |
| 13 | Thomas Müller          | Mediocampista | 5  | 383  | 46.300 | 5       | 3  | 10       | 5-5    | 2          | 0                                        | 0 |
| 14 | Holger Badstuber       | Defensa       | 2  | 167  | 17.635 | 0       | 0  | 0        | 2-0    | 0          | 0                                        | 0 |
| 15 | Piotr Trochowski       | Mediocampista | 3  | 47   | 6.543  | 0       | 0  | 0        | 1-0    | 0          | 0                                        | 0 |
| 16 | Philipp Lahm           | Defensa       | 5  | 450  | 51.363 | 0       | 1  | 0        | 4-4    | 1          | 0                                        | 0 |
| 17 | Per Mertesacker        | Defensa       | 5  | 450  | 45.357 | 0       | 0  | 0        | 2-3    | 0          | 0                                        | 0 |
| 18 | Toni Kroos             | Mediocampista | 2  | 22   | 2.950  | 0       | 0  | 1        | 0-0    | 0          | 0                                        | 0 |
| 19 | Cacau                  | Delantero     | 3  | 132  | 16.564 | 1       | 0  | 5        | 2-4    | 1          | 0                                        | 0 |
| 20 | Jérôme Boateng         | Defensa       | 3  | 235  | 26.263 | 0       | 0  | 1        | 1-2    | 0          | 0                                        | 0 |
| 21 | Marko Marin            | Mediocampista | 2  | 29   | 4.270  | 0       | 0  | 3        | 2-0    | 0          | 0                                        | 0 |
| 23 | Mario Gómez            | Delantero     | 3  | 47   | 7.008  | 0       | 0  | 2        | 2-1    | 0          | 0                                        | 0 |
| #  | Nombre                 | Posición      | PJ | Min. | Dis.   | Anotado | A. | Atajadas | Faltas | Amonestado | Otorgado · Otorgado otra vez · Expulsado |   |
| 1  | Manuel Neuer           | Portero       | 5  | 450  | 25.672 | 0       | 0  | 16       | 0-2    | 0          | 0                                        | 0 |
| 12 | Tim Wiese              | Portero       | 0  | 0    | 0      | 0       | 0  | 0        | 0-0    | 0          | 0                                        | 0 |
| 22 | Hans-Jörg Butt         | Portero       | 1  | 90   | 0      | 0       | 0  | 0        | 0-0    | 0          | 0                                        | 0 |

### Goleadores
Tabla confeccionada a partir de los criterios utilizados para elegir la Bota de Oro.
Simbología:

: goles anotados.

A: número de asistencias para gol.

Min: minutos jugados.

PJ: partidos jugados.

GP: goles de penal.

| Posición | Jugador        | Anotado | A. | Min. | PJ | GP |
| 1.º      | Thomas Müller  | 5       | 3  | 473  | 6  | 0  |
| -------- | -------------- | ------- | -- | ---- | -- | -- |
| 4.º      | Miroslav Klose | 4       | 0  | 357  | 5  | 0  |
| 12.º     | Lukas Podolski | 2       | 2  | 531  | 6  | 0  |
| 26.º     | Mesut Özil     | 1       | 3  | 586  | 7  | 0  |
| 59.º     | Marcell Jansen | 1       | 0  | 154  | 4  | 0  |
| 66.º     | Cacau          | 1       | 0  | 154  | 4  | 0  |
| 92.º     | Sami Khedira   | 1       | 0  | 608  | 7  | 0  |
| 93.º     | Arne Friedrich | 1       | 0  | 630  | 7  | 0  |